# Wilfred Edwards
Charles Wilfred Edwards (* 23. Oktober 1889 in Chester; † 15. Juli 1950 ebenda) war ein britischer Schwimmer und Wasserballspieler.

## Karriere
Edwards nahm 1908 an den Olympischen Spielen in London teil. Hier gewann er im Wettbewerb über 100 m Freistil seinen Vorlauf und scheiterte anschließend im Halbfinale an der Finalqualifikation.
Neben dem Schwimmsport war er im Wasserball aktiv, so absolvierte er unter anderem ein Länderspiel für die englische Nationalmannschaft gegen Frankreich.